# Escobar I
Escobar I es un lugar designado por el censo ubicado en el condado de Starr en el estado estadounidense de Texas. En el Censo de 2010 tenía una población de 324 habitantes y una densidad poblacional de 1.985,67 personas por km².

## Geografía
Escobar I se encuentra ubicado en las coordenadas 26°24′52″N 98°58′1″O / 26.41444, -98.96694. Según la Oficina del Censo de los Estados Unidos, Escobar I tiene una superficie total de 0.16 km², de la cual 0.16 km² corresponden a tierra firme y (0%) 0 km² es agua.

## Demografía
Según el censo de 2010, había 324 personas residiendo en Escobar I. La densidad de población era de 1.985,67 hab./km². De los 324 habitantes, Escobar I estaba compuesto por el 98.77% blancos, el 0% eran afroamericanos, el 1.23% eran amerindios, el 0% eran asiáticos, el 0% eran isleños del Pacífico, el 0% eran de otras razas y el 0% pertenecían a dos o más razas. Del total de la población el 89.2% eran hispanos o latinos de cualquier raza.